# Mher
Mher eller Meherr var i armenisk mytologi motsvarigheten till den iranske guden Mithra.
Mher sägs ha vördats i Armenien in i modern tid.